# Sophomore
Sophomore est un terme anglais américain utilisé pour décrire une deuxième ou une seconde « action ». Son usage est plus commun comme un substantif désignant un étudiant en deuxième année d'étude (en général, se référant à l'école secondaire ou à l'université) et cela notamment dans le domaine sportif.

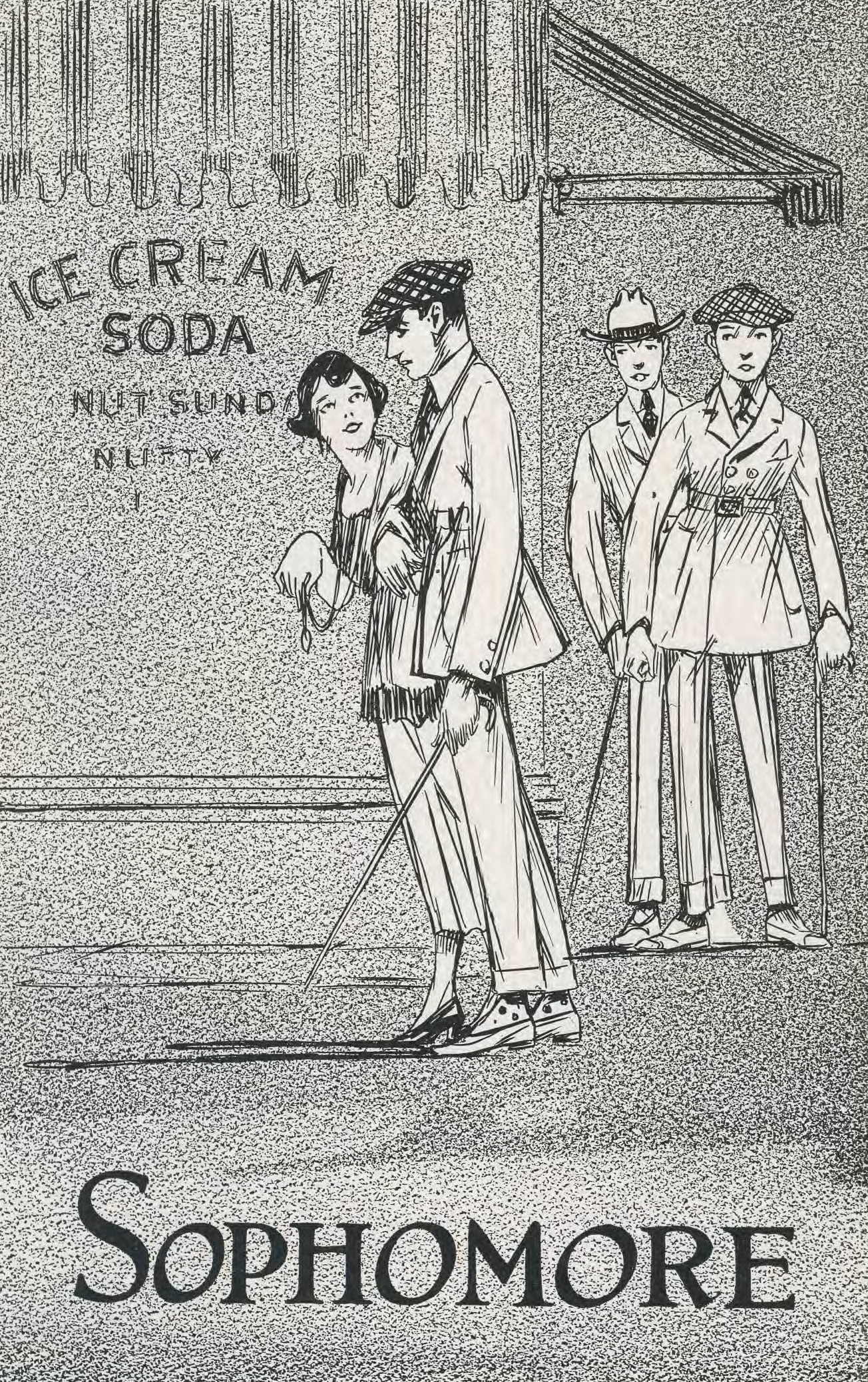
Artwork.

Le mot est aussi utilisé comme adjectif pour le deuxième album publié par un musicien ou un groupe, ou le deuxième film d'un réalisateur.